# Константинеску, Джордже
Джордже «Гогу» Константинеску (иногда Константинеско; рум. George (Gogu) Constantinescu; 4 октября 1881, Крайова — 11 декабря 1965, Озёрный край) — румынский учёный, инженер и изобретатель; ему принадлежат более 130 официально зарегистрированных изобретений. Он является создателем одного из разделов механики сплошных сред — «теории звуковых волн» (англ. theory of sonics), в рамках которой ему удалось описать передачу механической энергии посредством вибраций. Почётный член Румынской академии.

## Биография
Джордже Константинеску родился в Крайове в «Доме доктора», недалеко от садов Михая Браву. В детстве на него повлиял его отец — тоже Джордж (род. 1844), который был профессором математики и технических наук испециализировался на математике в университете Сорбонна. Константинеску-младший переехал в Соединенное Королевство в 1912 году. Он скончался в Оксен-Хаусе, рядом с Конистон-Уотер, в ночь с 11 на 12 декабря 1965 года и был похоронен на кладбище Ловика в Камбрии.

## Изобретения

### Синхронизация авиационных пушек
Гидравлическая пулеметная синхронизирующая скорости вращения и огня, созданная Джорджем Константинеску, позволила авиационным пушкам стрелять «сквозь» вращающиеся лопасти винта самолёта. Авиационный синхронизатор Константинеску был впервые использован в марте 1917 года в оперативной эскадрильи Королевских ВВС Великобритании R.F.C № 55 на самолётах типа D.H.4s. — вскоре он стал частью стандартного оборудования, заменяя различные механизмы, использовавшиеся для этих целей ранее. Синхронизатор продолжал использоваться Королевскими военно-воздушными силами до Второй мировой войны — Gloster Gladiator был последним британским истребителем, оснащенным подобной системой.

### Звуковые волны
В 1918 году Константинеску опубликовал книгу «Трактат о передаче энергии посредством вибраций», в которой описал свою теорию звуковых волн. Теория оказалась применима к различным системам передачи энергии, но сегодня в основном применяется к гидравлическим системам. В основе теории лежала волновой механизма — это отличало её от гидростатики, основывавшейся на давлении жидкости. В частности, Константинеску утверждал, что — вопреки распространенному предположению — жидкости сжимаемы.
Передача энергии посредством волн в жидкости (например, в воде или масле) требовала, чтобы генератор производил волны, а двигатель — использовал их для выполнения работы: переводил энергию волн во вращательное или поступательное движение.

### Двигатели внутреннего сгорания
Константинеску зарегистрировал несколько патентов на усовершенствования карбюраторов, использовавшихся в двигателях внутреннего сгорания: например, патент US 1206512. Он также разработал гидравлическую систему (британский патент GB 133719) для работы как клапанов, так и топливных форсунок дизельных двигателей.

### Преобразователь вращающего момента
Константинеску изобрёл механический преобразователь крутящего момента, приводимый в действие маятником: преобразователь нашёл своё применение во франко-британском автомобиле марки «Константинеско». Изобретение также было опробовано на железнодорожном транспорте: локомотив с бензиновым двигателем мощностью 250 л. с., имевший запатентованный Константинеску гидротрансформатор, был представлен на выставке «Уэмбли» в 1924 году. Система не была принята на британских железных дорогах, но она нашла своё практическое воплощение в некоторых вагонах, используемых на румынских государственных железных дорогах.

### Другие изобретения
Другие изобретения Джордже Константинеску включали «моторизованный железнодорожный вагон»: он работал на обычных стальных фланцевых колесах, но в качестве привода использовал трансмиссию с резиновыми шинами, прижатыми к рельсам. Это похоже на систему, используемую сегодня на многих автомобильно-железнодорожных транспортных средствах. Кроме того, Константинеску создал проект мечети Констанца (Carol I Mosque), который был завершён архитектором Victor Ştefănescu.

## Влияние и память
Исследования в области звукового асинхронного двигателя для транспортных средств, в основе которых лежат на работы Константинеску, были выполнены в Трансильванском университете Брашова в 2010 году.
Технический музей Димитрия Леонида в Бухаресте обладает коллекцией экспонатов, относящиеся к жизни и изобретениям Джордже Константинеску.

## Семья
Джордже Константинеску женился на Александре (Сандре) Кокореску в Ричмонде (Лондон) уже после начала Первой мировой войны, в декабре 1914 года. Пара переехала в район Уэмбли, а после рождения сына — Яна — они вновь переехали, на этот раз в Вейбридж. В 1920-х годах брак Джорджа и Сандры распался — они официально развелись. После этого Константинеску женился на Еве Литтон и новая семья переехала в дом Оксена, рядом с озером Конистон. От прошлого брака у Евы было двое детей: Ричард и Майкл.